# Skuliczek gładki

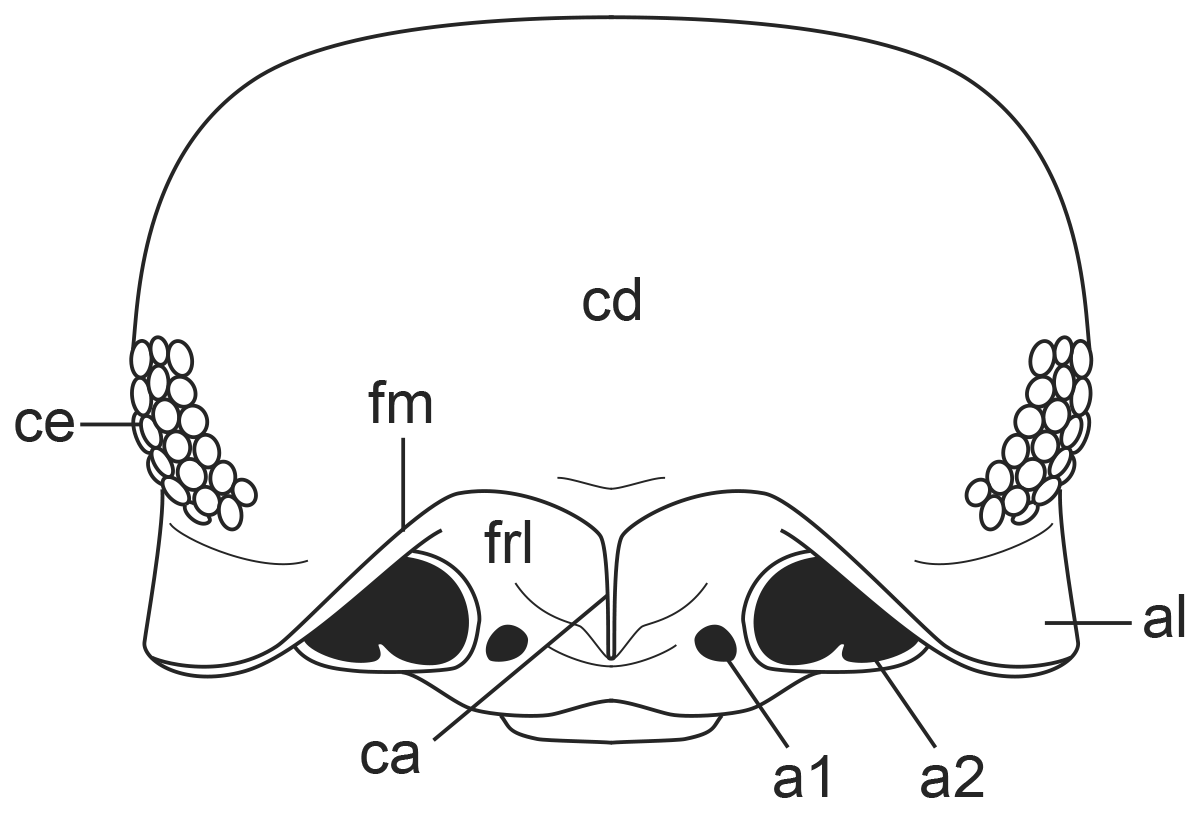
Skuliczek gładki, głowa, ca – carina, al – płaty boczne.

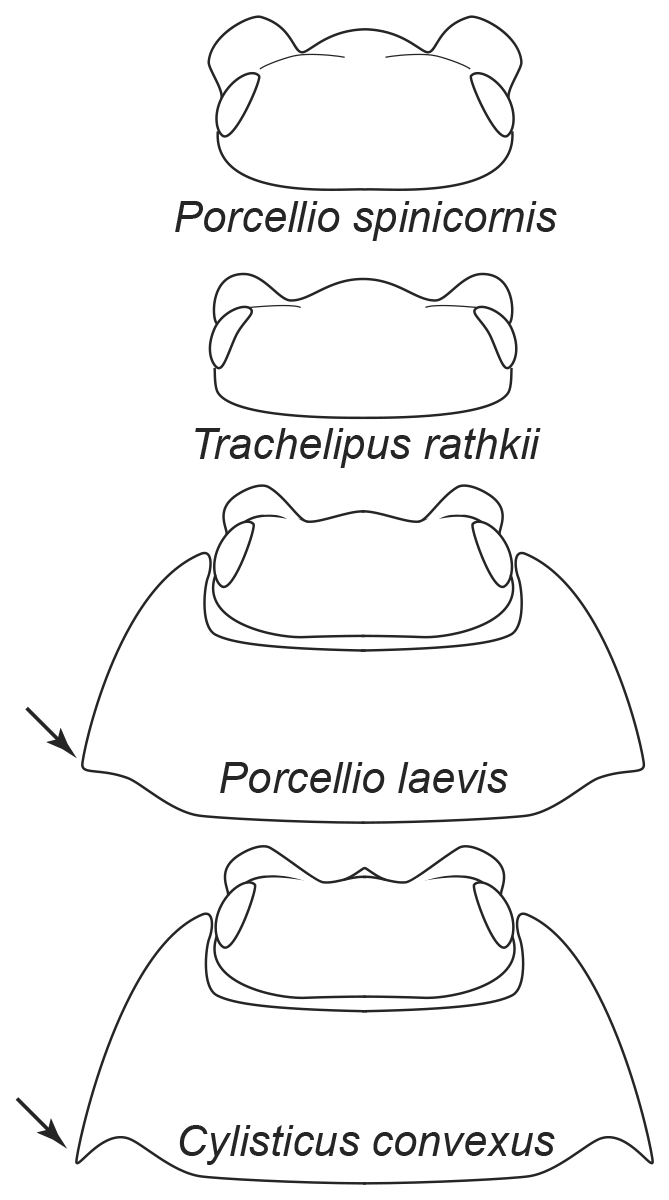
Głowy kilku przedstawicieli Oniscidea, widok z góry. U Cylisticus convexus widać występ czołowy oraz zaostrzone rogi pierwszego tergitu pereonu.

Skuliczek gładki, skulicznik gładki (Cylisticus convexus) – gatunek lądowego skorupiaka z rzędu równonogów i rodziny Cylisticidae. Mocno zaniepokojony zwija się w kulkę. Jednak w przeciwieństwie do kulanek (Armadillidium) pozostawia czułki na zewnątrz. Gatunek ten występuje zarówno na stanowiskach synantropijnych, jak i naturalnych.

## Opis
Skuliczek gładki jest dość dużym gatunkiem Oniscidea, osiągającym długość 15 mm, o wydłużonym, jajowatym kształcie (długości 3 razy większej niż szerokość).
Grzbiet tego skorupiaka ma barwę szarobrunatną. Jego obydwie strony pokryte są licznymi jasnymi wydłużonym plamami. Ponadto epimery, czyli boczne przedłużenia tergitów (płytek grzbietowych), są nieco jaśniejsze, a znajdujące się u ich nasady białe plamy zlewają się w biały pasek po każdej stronie grzbietu.
Przednia krawędź głowy (a dokładnie głowotułowia, cefalotoraksu) posiada mały występ czołowy, będący zakończeniem pionowego grzbietu (carina) na środku płytki czołowej, a po obydwu bokach tworzy wyraźny płat między okiem i podstawą czułka. Biczyk (flagellum) czułków II pary, czyli ich końcowy odcinek, zbudowany jest z 2 segmentów. Na głowie znajdują się oczy złożone, zbudowane z 20–25 fasetek.
Boczne krawędzie pierwszego tergitu pereonu (tułowia, toraksu) są wydłużone w tył i zaostrzone. Powierzchnia pereonu jest gładka.
Szerokość na granicy pereonu i pleonu (odwłoka, abdomenu) zmniejsza się stopniowo, nie gwałtownie. Skorupiak ten ma 5 par płuc pleopodialnych widocznych jako pogrubione białe łatki, czyli we wszystkich parach pleopodiów (wyrostków na spodzie odwłoka). Ostatnim widocznym segmentem pleonu jest pleotelson, będący tak naprawdę połączeniem ostatniego segmentu i telsonu. Jest on ostro zakończony, ma parę uropodiów (odnóży ogonowych). Wystają one poza obrys ciała.
Mocno zaniepokojony zwija się w kulkę. Jednak w przeciwieństwie do kulanek (Armadillidium) pozostawia czułki na zewnątrz.

## Siedlisko
Gatunek ten występuje zarówno na stanowiskach synantropijnych, jak i naturalnych, może też wtórnie przenikać z siedlisk synantropijnych do naturalnych.
Znajdywany jest wśród kamieni oraz pod nimi, pod drewnem, zwykle na brzegach wód, rzadziej w lasach liściastych. Ponadto spotykany jest w rozkładającym się roślinnym materiale organicznym (wyrzucanym przez wodę, w pryzmach kompostu), w kopcach ogrodowych, piwnicach (zwłaszcza pod ziemniakami), szklarniach, stajniach, ruinach.
Preferuje środowisko bardziej wilgotne niż gatunki z rodzajów: Armadillidium, Porcellio (np. prosionek szorstki) lub Trachelipus.

## Występowanie
Skuliczek gładki występuje w Europie od Francji na zachodzie do Polski i Kaukazu na wschodzie oraz od północnych Włoch i regionu Morza Czarnego na południu do Wielkiej Brytanii i południowej Skandynawii na północy. Gatunek ten nie jest rzadki, ale też nie pospolity.
Dzięki preferowaniu siedlisk synantropijnych został introdukowany do Afryki Północnej, Stanów Zjednoczonych, Kanady, Meksyku i Argentyny.
Według niektórych autorów skolonizował Europę z rejonu Morza Czarnego, czyli pontyjskiego centrum ekspansji.
W Polsce jest spotykany w całym kraju. Na południu, w górach i na wyżynach, związany jest z podłożem wapiennym, w części środkowej i północnej występuje głównie w siedliskach synantropijnych.